# Enron
Enron Corporation – amerykańskie przedsiębiorstwo energetyczne z siedzibą w Houston w Teksasie. Istniało w latach 1985–2001.
Pod koniec 2001 roku spółka ogłosiła bankructwo po skandalu związanym z fałszowaniem dokumentacji księgowej. Przed ogłoszeniem bankructwa Enron zatrudniał około 22 000 pracowników i był jednym z czołowych światowych przedsiębiorstw branży energetycznej.

## Skandal finansowy
Do 2001 roku Enron był jedną z najbardziej podziwianych spółek w Stanach Zjednoczonych i na świecie. Po doniesieniach dotyczących oszustw finansowych stanęła na progu bankructwa. Wartość 1 akcji Enronu spadła w krótkim czasie z około 90 USD do kilku centów, pomimo że Enron był postrzegany jako tzw. blue chip.
W procesie sądowym oskarżono zarząd przedsiębiorstwa, jak i członków rady dyrektorów o oszustwa finansowe i współdziałanie przestępcze. Za te praktyki postawiono wiele oskarżeń, także w związku z fałszowaniem sprawozdań finansowych, oszustwami związanymi z papierami wartościowymi, wykorzystaniem informacji poufnych, jak również składaniem fałszywych oświadczeń.
Ława przysięgłych, wydając werdykt, uznała za winnych m.in. 64-letniego Kennetha Laya oraz 52-letniego Jeffreya Skillinga. Lay był w Enronie przewodniczącym rady dyrektorów i został uznany za winnego sześciu zarzutom, jednak nie zdążył odbyć kary, gdyż zmarł na zawał serca w lipcu 2006 roku. Skilling był prezesem Enronu i został uznany za winnego 19 zarzutom, za co skazano go na 24 lata i 4 miesiące więzienia, a także obłożono karą wypłaty odszkodowania na rzecz osób, które straciły pieniądze zgromadzone w funduszu emerytalnym spółki, w wysokości 45 milionów USD.

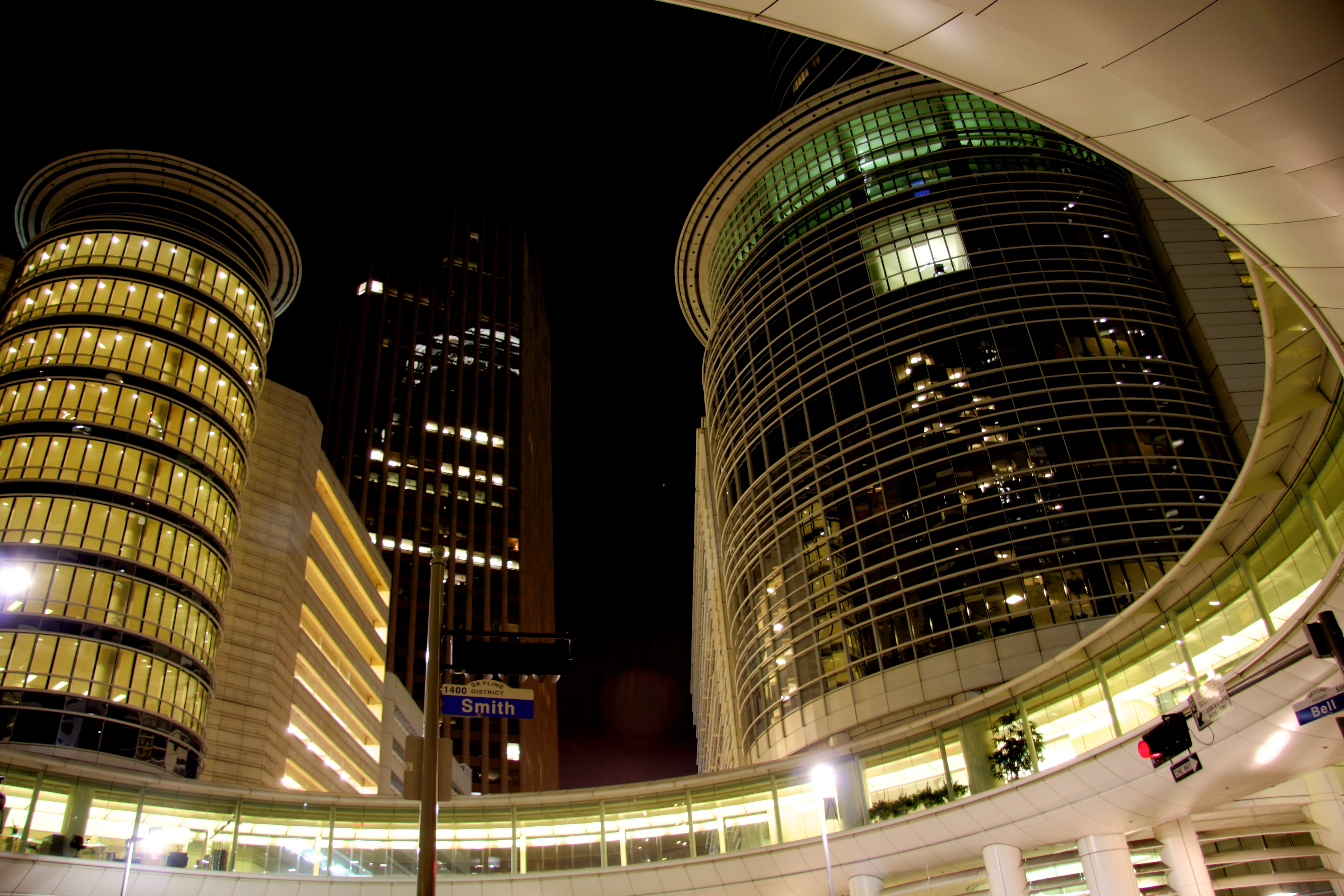
Siedziba przedsiębiorstwa w Houston

W procesie dotyczącym upadku oskarżono także firmę audytorską Arthur Andersen za pomoc w ukrywaniu długów przedsiębiorstwa i fałszowanie sprawozdań finansowych w Enronie. Bezpośrednią przyczyną tego było niszczenie dokumentów z audytów przeprowadzanych przez firmę Arthur Andersen. Przedsiębiorstwo zgodziło się zawiesić część praw i licencji do wykonywania audytów w sierpniu 2002. Pomimo rozporządzenia w 2005, umożliwiającego prowadzenie pełnej działalności, Arthur Andersen do dzisiaj nie odzyskał zaufania wśród klientów i wcześniejszego prestiżu, mimo że przed aferą w Enronie był jednym z największych i najpoważniejszych oraz należał do ówczesnej wielkiej piątki (Big Five) przedsiębiorstw audytorskich na świecie.
W czasie przesłuchań w sprawie Enronu Kongres Stanów Zjednoczonych oskarżył także czołowe agencje ratingowe takie jak: Moody’s Investors Service, S&P Global Ratings i Fitch Ratings za bycie zbyt mało agresywnymi w ocenie ratingowej, a przez to za małe naświetlenie obrazu problemów przedsiębiorstwa. Otrzymały także ostrą krytykę za utrzymywanie dobrych ratingów przedsiębiorstwa, nawet w momencie, gdy akcje szybowały w dół. Komisja Senacka USA (Senate governmental affairs committee) stwierdziła, że agencje ratingowe powinny i mogły przewidzieć upadek przedsiębiorstwa, poprzez naciskanie na pełne informacje dotyczące rachunkowości i praktyk stosowanych w Enronie.
Skandal finansowy w Enronie stał się jedną z głównych przyczyn uchwalenia w 2002 roku ustawy Sarbanesa-Oxleya.
Spółka stała się symbolem zamierzonego oszustwa i korupcji w korporacjach. Od momentu upadku Enronu zaczęło się mówić o tzw. kreatywnej księgowości.